# Luca Van Assche
Pour les articles homonymes, voir Van Assche.
Luca Van Assche, né le 11 mai 2004 à Woluwe-Saint-Lambert (Belgique), est un joueur français de tennis, professionnel depuis 2021.
Il a remporté le tournoi de Roland-Garros junior en simple en 2021.

## Jeunesse
Né d'un père belge et d'une mère italienne à Woluwe-Saint-Lambert, dans la région de Bruxelles en Belgique, Luca Van Assche grandit en France, successivement à Aix-en-Provence, Lyon et Paris,,. La naturalisation française de sa mère lui permet d'acquérir la nationalité française de s'entraîner avec la Ligue de tennis.
En 2018, Il devient champion de France des 13/14 ans,. À 19 ans, il poursuit sa carrière sportive et ses études supérieures en parallèle à l'université Paris-Dauphine dans le parcours « Talents ».

## Carrière

### 2021. Titre Roland-Garros junior
Luca Van Assche remporte Roland-Garros junior sans avoir perdu un set pendant le tournoi, il bat en finale son compatriote Arthur Fils (6-4, 6-2),,. Passé professionnel, il obtient ses premiers résultats significatifs avec un quart de finale aux tournois Challenger de Cassis et Brest, ainsi qu'une finale en Futures à Toulouse.

### 2022. Trois finales et un titre en Challenger, entrée dans le top 150
En janvier 2022, Luca Van Assche s'impose sur l'ITF de Bagnoles-de-l'Orne puis se concentre sur le circuit secondaire Challenger. En septembre 2022, il va jusqu'en finale au Challenger de Lisbonne où il est battu par l'ancien demi-finaliste de Roland-Garros Marco Cecchinato (3-6, 3-6). Quelques mois plus tard, il se qualifie en finale du tournoi de Brest à la fin du mois d'octobre, mais il s'incline face à son compatriote Grégoire Barrère (3-6, 3-6). Enfin, il atteint une troisième finale sur le circuit Challenger à Valence le mois suivant où il est une nouvelle fois battu par l'Ukrainien Oleksii Κrutykh (2-6, 0-6).
Il enchaîne avec une quatrième finale en Challenger à Maia au début du mois de décembre. Cette fois ci, Van Assche dispose de l'Autrichien Maximilian Neuchrist (3-6, 6-4, 6-0), il remporte ainsi son premier titre sur le circuit Challenger. Ce résultat lui permet de faire son entrée dans le top 150.

### 2023. Début sur le circuit principal, 2 titres en Challenger et intégration du top 100
Luca Van Assche obtient une invitation pour le tableau principal de l'Open d'Australie, sa première participation à un tournoi du Grand Chelem. Il s'incline au premier tour en trois manches contre le Britannique Cameron Norrie, 12e mondial malgré une belle résistance dans la première manche (63-7, 0-6, 3-6).
Malgré deux invitations aux tournois de Montpellier et de Marseille, le mois de février de Van Assche est un échec puisqu'il est éliminé au premier tour de ces deux tournois, par le Suisse Hüsler en trois set et le français Bonzi (5-7, 5-7), futur finaliste. Il échoue aussi à s'imposer au challenger de Cherbourg où il figurait aussi parmi les favoris. C'est à Pau qu'il cherche à se relancer. Il dispose de l'Australien Tu et du Néerlandais Gijs Brouwer. Il parvient à renverser en quarts de finale la tête de série autrichienne Jurij Rodionov et retrouve les demi-finales d'un tournoi pour la première fois depuis sa victoire à Maia en décembre. Il élimine dans un match plein d'autorité Arthur Rinderknech (6-1, 6-3) pour rallier la finale. Dans un combat de 3 h 56, battant le précédent record de la finale la plus longue en Challenger, mené 0-3 dans la dernière manche ; Luca Van Assche parvient à renverser le match en sauvant deux balles de match dans le dernier tie-break à 4-6 pour s'imposer en finale face à Ugo Humbert,. Ses résultats à Pau lui rapportent de nombreux points, et Van Assche, à la 110e place mondiale, se rapproche du top 100 du classement ATP.
Luca Van Assche ne dispute pas la tournée nord-américaine mais va privilégier une préparation pour la saison sur terre battue avec Arthur Fils. Fin mars, il participe au Challenger de Sanremo sur terre battue. Il perd un set contre Ryan Peniston au premier tour, puis dispose en deux manches Giovanni Fonio, Alexandre Müller et Vít Kopřiva. Cette finale lui assure sa place dans le top 100. Il remporte son deuxième titre en Challenger face à Juan Pablo Varillas (6-1, 6-3) et intègre de la sorte pour la première fois le top 100 du classement ATP avec une 91e place mondiale, lui permettant de rentrer directement dans le tableau final de Roland-Garros.
Quelques jours après, il remporte son premier match sur le circuit ATP face à Pedro Sousa à l'Open d'Estoril (6-7, 6-3, 6-1). Opposé à la tête de série numéro 3, l'Espagnol Alejandro Davidovich Fokina, Van Assche s'incline, 3-6, 5-7 après avoir mené 3-0 dans le second set, et manqué une balle de set. Concentré sur sa saison sur terre battue dans l'objectif de figurer à Roland-Garros, il obtient une invitation aux qualifications du masters de Monte-Carlo, il écarte facilement le Hongrois Attila Balázs (6-2, 6-0) avant d'affronter le Russe Ivan Gakhov. Pourtant pronostiqué favorablement, Van Assche s'incline en trois manches et doit attendre pour atteindre le tableau principal d'un Masters.
Lors du tournoi de Banja Luka en Bosnie-Herzégovine, il affronte au premier tour le Suisse Stanislas Wawrinka, contre qui il s'impose (1-6, 7-6, 6-4) après avoir pourtant été mené 1-3 dans le dernier set. À la suite de cette deuxième victoire de sa carrière en ATP 250, Van Assche est opposé au numéro un mondial Novak Djokovic. Le jeune français parvient à enlever la première manche au Serbe, en sauvant trois balles de set et s'imposant au tie break, Djokovic remporte cependant la deuxième manche plus logiquement. Si Van Assche parvient à breaker le numéro un mondial d'entrée au début de l'ultime manche, Djokovic enchaîne trois breaks sur le service de Van Assche pour remporter le match. Si Van Assche s'incline (7-6, 3-6, 2-6) il réalise une performance prometteuse face à un monument du tennis.
Après un nouvel échec aux qualifications du Master de Madrid, Van Assche s'engage au Challenger 175 d'Aix-en-Provence. Il élimine au premier tour le vétéran portugais João Sousa en trois sets (6-4, 6-7, 6-1). Il s'offre un deuxième tour face un autre ancien membre du top 30 mondial, Adrian Mannarino. Face à son compatriote, Van Assche ne tremble pas et s'impose une nouvelle fois en trois manches (3-6, 6-3, 6-2). Il se qualifie ainsi pour les quarts de finale de l'Open provençal où il s'incline en deux manches (2-6, 6-7) face un autre ancien vainqueur de grand chelem, Andy Murray.
Il participe à son premier Master 1000 à Rome sur terre battue, où il ne peut résister face à l'Argentin Tomás Martín Etcheverry (6-7, 3-6), alors qu'il menait 3-0 lors de la 2e manche.
Il participe pour la première fois au tableau principal de Roland-Garros où il signe sa première victoire face à l'Italien Marco Cecchinato, ancien demi-finaliste de l'épreuve, (6-1, 6-1, 6-3). Il s'incline au second tour contre l'Espagnol Alejandro Davidovich Fokina, tête de série numéro 29, qui l'avait déjà battu sur terre battue à Estoril en avril.
Battu par l'Allemand Henri Squire, il échoue à se qualifier pour le tableau principal de l'Open de Halle. Sa saison sur gazon débute ainsi à Eastbourne. Il se qualifie dans le tableau principal du tournoi en écartant Sasi Kumar Mukund et Borna Gojo, pour affronter au premier tour l'invité britannique George Loffhagen. En difficulté face à son adversaire, Van Assche parvient à puiser dans ses ressources et renverser le match (2-6, 7-6, 7-6). Il affronte au 2e tour l'Américain Jeffrey John Wolf et s'incline (2-6, 6-7, 1-6). Au premier tour du tournoi de Wimbledon, il affronte le Russe Aslan Karatsev qui l'élimine en quatre sets.

### 2024:3etour à l'Open d'Australie et sortie du top 100
À l'Open d'Australie, il se qualifie pour la première fois pour le troisième tour d'un tournoi du Grand Chelem en battant l'Italien Lorenzo Musetti, tête de série 25, sur le score de (6-3, 3-6, 65-7, 6-3, 6-0), avant de sortir contre Stéfanos Tsitsipás en trois sets sec.

## Palmarès sur le circuit Challenger

### Titres en simple
| # | Date            | Nom et lieu du tournoi        | Surface             | Adversaire          | Score           |
| - | --------------- | ----------------------------- | ------------------- | ------------------- | --------------- |
| 1 | 4 décembre 2022 | Maia Open, Maia               | Terre battue (int.) | Maximilan Neuchrist | 3-6, 6-4, 6-0   |
| 2 | 5 mars 2023     | Terega Open Pau Pyrenees, Pau | Dur (int.)          | Ugo Humbert         | 7-65, 4-6, 7-66 |
| 3 | 2 avril 2023    | Sanremo Tennis Cup, Sanremo   | Terre battue (ext.) | Juan Pablo Varillas | 6-1, 6-3        |

### Finales en simple
| # | Date             | Nom et lieu du tournoi            | Surface             | Adversaire       | Score    |
| - | ---------------- | --------------------------------- | ------------------- | ---------------- | -------- |
| 1 | 2 octobre 2022   | Lisboa Belém Open, Lisbonne       | Terre battue (ext.) | Marco Cecchinato | 3-6, 3-6 |
| 2 | 30 octobre 2022  | Open Brest Crédit Agricole, Brest | Dur (int.)          | Grégoire Barrère | 3-6, 3-6 |
| 3 | 27 novembre 2022 | Copa Faulcombridge, Valence       | Terre battue (ext.) | Oleksii Krutykh  | 2-6, 0-6 |
| 4 | 12 mai 2025      | Challenger de Zagreb, Zagreb      | Terre battue (ext.) | Dino Prizmic     | 2-6, abd |

## Parcours dans les tournois duGrand Chelem

### En simple
| Année | Open d'Australie | Open d'Australie   | Internationaux de France | Internationaux de France | Wimbledon       | Wimbledon      | US Open         | US Open       |
| ----- | ---------------- | ------------------ | ------------------------ | ------------------------ | --------------- | -------------- | --------------- | ------------- |
| 2023  | 1er tour (1/64)  | Cameron Norrie     | 2e tour (1/32)           | A. Davidovich Fokina     | 1er tour (1/64) | Aslan Karatsev | 1er tour (1/64) | Nicolás Jarry |
| 2024  | 3e tour (1/16)   | Stéfanos Tsitsipás | 1er tour (1/64)          | Denis Shapovalov         | 1er tour (1/64) | Fabio Fognini  | Q2              | Radu Albot    |
| 2025  | —                | —                  | Q3                       | Henrique Rocha           | Q2              | Hamish Stewart |                 |               |

N.B. : à droite du résultat se trouve le nom de l'ultime adversaire.

### En double messieurs
| Année | Open d'Australie | Open d'Australie | Internationaux de France                                                              | Internationaux de France                                                              | Wimbledon                                                                        | Wimbledon | US Open | US Open |
| ----- | ---------------- | ---------------- | ------------------------------------------------------------------------------------- | ------------------------------------------------------------------------------------- | -------------------------------------------------------------------------------- | --------- | ------- | ------- |
| 2022  | —                | —                | 1er tour (1/32) S. Gueymard \|\| style="text-align:left;" \| R. Bopanna M. Middelkoop | —                                                                                     | —                                                                                | —         | —       |         |
| 2023  | —                | —                | 1er tour (1/32) S. Gueymard \|\| style="text-align:left;" \| Pedro Cachín Wu Yibing   | 2e tour (1/16) Arthur Fils \|\| style="text-align:left;" \| M. Granollers H. Zeballos | 1er tour (1/32) Arthur Fils \|\| style="text-align:left;" \| M. McDonald A. Mies |           |         |         |

N.B. : le nom du partenaire se trouve sous le résultat ; le nom des ultimes adversaires se trouve à droite.

## Parcours dans les Masters 1000
| Année | Indian Wells        | Miami           | Monte-Carlo | Madrid          | Rome                      | Canada | Cincinnati | Shanghai                | Paris             |
| ----- | ------------------- | --------------- | ----------- | --------------- | ------------------------- | ------ | ---------- | ----------------------- | ----------------- |
| 2023  | —                   | —               | —           | —               | 1er tour T. M. Etcheverry | —      | —          | 1er tour D. Schwartzman | 1er tour L. Djere |
| 2024  | 1er tour M. Arnaldi | 2e tour C. Ruud | —           | 2e tour S. Báez | —                         | —      | —          | —                       | —                 |

N.B. : sous le résultat se trouve le nom de l’ultime adversaire.

## Classements ATP en fin de saison
| Année          | 2020 | 2021 | 2022 | 2023 | 2024 |
| Rang en simple | 1517 | 513  | 138  | 90   | 128  |
| Rang en double | –    | 1420 | 367  | 495  | 857  |

Source : (en) Classements de Luca Van Assche sur le site officiel de la Fédération internationale de tennis